# Dressleria
El género Dressleria contiene solamente 13 especies de orquídeas de la tribu Cymbidieae, de la familia Orchidaceae.  Estas especies que estaban antes en el género Catasetum fueron reclasificadas por Dodson en 1975 a su propio género. El sinónimo Catasetum se sigue utilizando en los registros de hibridación. La diferencia principal entre los dos géneros, es que Dressleria necesita un ambiente bastante más húmedo.

## Descripción
El género Dressleria presenta plantas epífitas de tamaño pequeño moderado que producen flores que tienen forma de casco, bisexuales y olorosas en inflorescencias colgantes.

Las Dressleria  presentan flores pequeñas en las que el labelo está adosado a la base de la columna y como Catasetum, las flores son masculinas y femeninas. Se diferencia de Catasetum en que Dressleria necesita humedad todo el año sin tener período de reposo. Se desarrollan en condiciones cálidas y frescas en bosques de niebla muy húmedos en alturas  500 a 1500 metros en ambas vertientes de Los Andes. 
Se cultivan bien en macetas de plástico con musgo y cortezas.

## Distribución y hábitat
El género  Dressleria se encuentra en parte de Centroamérica y Suramérica tropical en los Andes, en zonas de bosques muy húmedos, en sombra o media sombra.

## Taxonomía
El género fue descrito por Calaway H. Dodson y publicado en Selbyana 1(2): 131. 1975.
Etimología
Dressleria (abreviado Dress.): nombre genérico otorgado en honor del Dr. Robert Louis Dressler, notable orquideólogo y taxónomo estadounidense.

## Especies deDressleria
- Dressleria allenii H.G.Hills (2000)
- Dressleria aurorae H.G.Hills & D.E.Benn. (1995)
- Dressleria bennettii H.G.Hills & Christenson (1995)
- Dressleria dilecta (Rchb.f.) Dodson (1975) - especie tipo -
- Dressleria dodsoniana H.G.Hills (2006)
- Dressleria eburnea (Rolfe) Dodson (1975)
- Dressleria fragrans Dodson (1998)
- Dressleria helleri Dodson (1975)
- Dressleria kalbreyeri H.G.Hills (2000)
- Dressleria kerryae H.G.Hills (2000)
- Dressleria severiniana H.G.Hills  (1993)
- Dressleria morenoi  H.G.Hills & M.H.Weber (2012)
- Dressleria williamsiana  H.G.Hills (2012)